# Вишнівський Олег Віталійович
Оле́г Віта́лійович Вишні́вський (нар. 1970, Черняховськ, Калінінградська область) — командувач сил логістики Збройних сил України (2019-2021). Генерал-лейтенант Збройних сил України.

## Життєпис
Народився в 1970 році в місті Черняховськ Калінінградської області.
З 1987 року у Збройних силах.
1991 року закінчив Ташкентське вище танкове командне училище.
В 1993 році склав присягу на вірність народу України. У 1999-му році закінчив Національну академію оборони України.
З серпня 2004 року — начальник штабу — перший заступник командира 30-ї окремої механізованої бригади.
У жовтні 2015 року отримав чергове звання генерал-майора. Був першим заступником начальника Озброєння Збройних Сил України.
З листопада 2017 по липень 2019 року командувач військ оперативного командування «Південь» Сухопутних військ Збройних Сил України.
У травні 2019 року отримав чергове звання генерал-лейтенанта. 
З липня 2019 року до 2021 року, командувач сил логістики Збройних сил України.

## Нагороди
За вагомий особистий внесок у зміцнення обороноздатності Української держави, мужність, самовідданість і високий професіоналізм, виявлені під час бойових дій та при виконанні службових обов'язків, відзначений:
- орденом Богдана Хмельницького III ступеня [3]